# Shaun Kane
Shaun Kane (Holyoke, Massachusetts, 1970. február 24. –) amerikai jégkorongozó.

## Pályafutása
Komolyabb karrierjét a Providence College-on kezdte 1988–1989-ben. Az 1988-as NHL-drafton a Minnesota North Stars választotta ki a harmadik kör 43. helyén. A National Hockey League-ben sosem játszott. Az egyetemi csapatban 1992-ig játszott. Felnőtt pályafutását 1992-ben az ECHL-es Columbus Chillben kezdte meg. Még ebben az évben elkerült az IHL-be és itt játszott a Kalamazoo Wingsben, a Kansas City Bladesben, a Milwaukee Admiralsban és a Cincinnati Cyclonesban. A következő szezont már az ECHL-ben kezdte a Raleigh Icecapsban. Szintén ebben szezonban felkerült a Milwaukee Admiralsba. 1994–1996 között az AHL-es Worcester IceCatsben szerepelt. 1996-ban vonult vissza.

## Díjai
- NCAA (Hockey East) All-Rookie Csapat: 1989
- NCAA (Hockey East) Második All-Star Csapat: 1991
- NCAA (Hockey East) All-Academic Csapat: 1992